# Acineta barkeri
Espèce
Acineta barkeri est une espèce de plantes à fleurs de la famille des Orchidaceae. C'est une orchidée épiphyte originaire du Mexique et du Guatemala.

## Synonymes
- Peristeria barkeri Bateman (1838) (Basionyme)
- Acineta barkeri var. aurantiaca Lem. (1855)

## Distribution
Forêts d'altitude, entre 1 000  et   2 000 m dans les états de Chiapas et d'Oaxaca au Mexique et au Guatemala.

## Illustrations

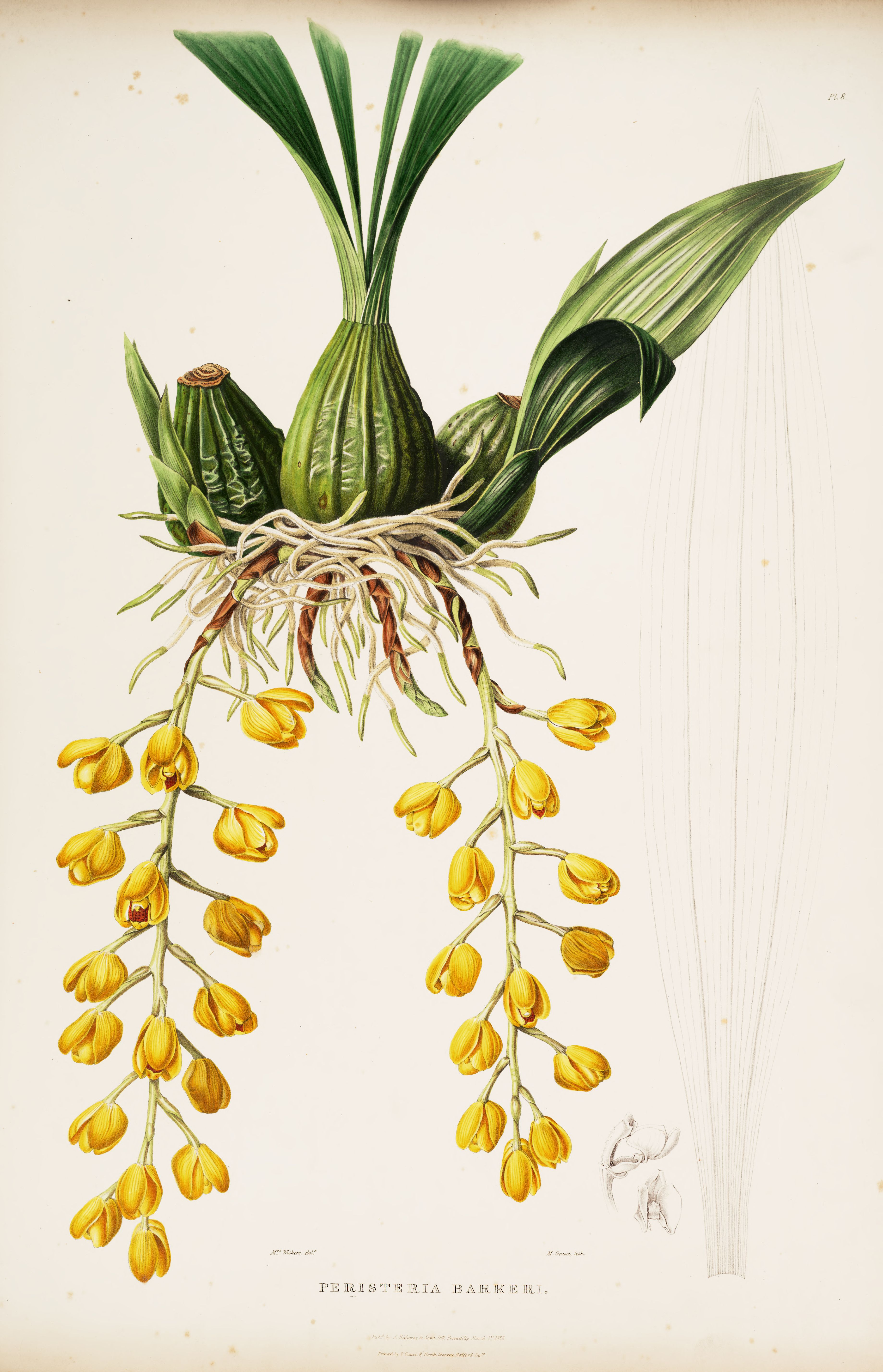
Peristeria barkeri, James Bateman, 1842
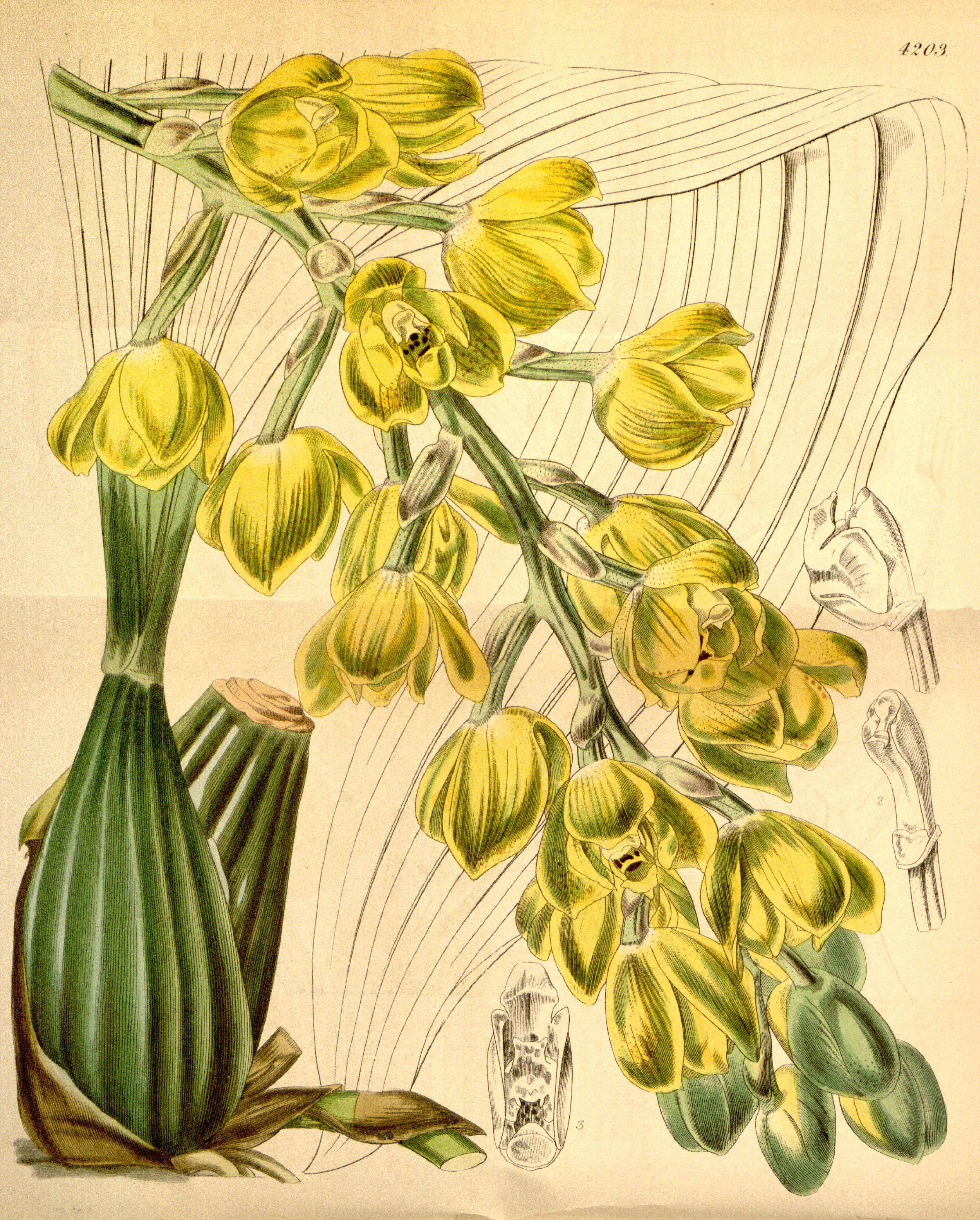
Peristeria barkeri, Curtis's Botanical Magazine, 1846